# Mirko Vuillermin
Pour les articles homonymes, voir Vuillermin (homonymie).
Mirko Vuillermin (né le 2 août 1973 à Aoste) est un patineur de vitesse sur piste courte italien.

## Biographie
Sa carrière a été interrompue en mai 1997 à la suite d'un accident de moto.

### Jeux olympiques
- Jeux olympiques d'hiver de 1994 à Lillehammer :
  -  Médaille d'or en relais 5000 m
  -  Médaille d'argent sur le 500 m

### Championnats du monde
- Championnats du monde de patinage de vitesse sur piste courte 1993 à Pékin
  -   Médaille d'or sur le 500m
- Championnats du monde de patinage de vitesse sur piste courte 1996 à La Haye
  -   Médaille d'or sur le 500m
- Championnats du monde de patinage de vitesse sur piste courte 1992 à Denver
  -   Médaille d'argent en relais
- Championnats du monde de patinage de vitesse sur piste courte 1995 à Gjøvik
  -   Médaille d'argent en relais et sur le 1500 m
- Championnats du monde de patinage de vitesse sur piste courte 1996 à La Haye
  -   Médaille d'argent sur le 500 m
- Championnats du monde de patinage de vitesse sur piste courte 1996 à La Haye
  -   Médaille d'argent sur le 500 m
- Championnats du monde de patinage de vitesse sur piste courte 1996 à La Haye
  -   Médaille de bronze sur le 3000 m
- Championnats du monde de patinage de vitesse sur piste courte 1997 à Nagano
  -   Médaille de bronze en relais et sur le 1500 m

### Championnats d'Europe
- Championnats d'Europe de patinage de vitesse sur piste courte 1997 à Malmö
  -   Médaille d'or sur le 500 m et 1500 m
  -   Médaille de bronze sur le 1000 m